# Soyouz-5 (fusée)
Cet article concerne le lanceur russe. Pour la mission spatiale, voir Soyouz 5.
Soyouz-5 (également connues sous les appellations Feniks, Sunkar et Irtysh) est un projet de lanceur moyen (environ 15 tonnes en orbite basse) russe développé par le constructeur TsSKB Progress. L'objectif de ce projet, dont le développement a débuté en 2015, est de remplacer dès que possible la fusée Zenit dont il reprend les dimensions, le système propulsif et les installations de lancement. Le premier vol de ce nouveau lanceur a été repoussé à de nombreuses reprises et est en 2024 projeté à l'horizon 2030.

## Contexte
Le lanceur Soyouz-5, dont la première épure est publiée en 2013, a une genèse complexe dans laquelle entrent de nombreux facteurs à la fois techniques et politiques :
- La quasi-disparition d'un lanceur de capacité intermédiaire à la suite des problèmes rencontrés par la fusée Zenit dont les capacités se situent entre celles des fusées russes Soyouz et Proton / Angara (remplaçante du Proton). Le lanceur Zenit présente l'inconvénient d'être assemblé, depuis l'éclatement de l'Union soviétique, en Ukraine avec lequel la Russie est en conflit depuis 2014. Les principaux débouchés du lanceur étaient les lancements des satellites de télécommunications commerciaux mais cette filière s'est tarie depuis la faillite de la société Sea Launch ;
- Le développement problématique du lanceur polyvalent Angara chargé notamment de lancer le futur vaisseau russe Oriol qui, du fait de sa masse (15 tonnes), ne pourra pas être lancé par la fusée Soyouz. Le lanceur Angara 5P envisagée pour ce rôle et dont le développement est en cours présenterait l'inconvénient d'être beaucoup plus coûteux ;
- La nécessité de trouver un successeur au lanceur Soyouz en service depuis les années 1960 ;
- La concurrence sur le marché du lancement commercial des satellites de télécommunications du lanceur Falcon 9 dont les tarifs rejoignent ceux des lanceurs russes les privant d'un marché lucratif ;
- La volonté politique de disposer d'un lanceur lourd (au moins 100 tonnes) pour permettre la réalisation d'un programme spatial habité ambitieux même si celui-ci reste flou et nécessite un budget qui semble difficilement compatible avec la situation économique de la Russie. Le premier étage du lanceur Angara, d'un diamètre trop faible ne permet pas de développer une version ayant cette capacité ;
- L'existence d'au moins deux constructeurs de lanceurs russes ayant leurs entrées au sein de la sphère des dirigeants russes, RKK Energuia/TsSKB Progress qui porte le projet Soyouz-5 et GKNPZ Khrounitchev, fabricant de la famille de fusées Angara ;
- La volonté de réduire le coût de développement du nouveau lanceur intermédiaire en reprenant les principaux composants (propulsion, structure des étages, installations de lancement) du lanceur Zenit.

Le cahier des charges du lanceur Soyouz-5 comprend les objectifs suivants : 
- Remplacer le lanceur Zenit ;
- Lancer des satellites commerciaux en affichant un tarif concurrentiel par rapport aux nouveaux lanceurs américains ;
- Servir de base pour la réalisation d'un lanceur super-lourd.

## Historique

### Sélection du lanceur Angara pour le lancement d'Oriol
Le développement du vaisseau spatial Oriol qui doit remplacer le vaisseau Soyouz chargé de la relève des équipages des stations spatiales débute en 2009. Il est prévu qu'Oriol soit placé en orbite par un nouveau lanceur Rus-M décollant depuis une nouvelle base de lancement : le cosmodrome Vostotchny situé dans le sud de la Sibérie orientale. Fin 2011, l'agence spatiale russe décide d'abandonner le développement de la fusée Rus-M au profit d'une version dédiée (5P) de la famille de lanceurs Angara dont le développement a débuté 20 ans auparavant. Le premier vol d'un lanceur de cette famille n'aura lieu qu'en 2014. Ce changement de plan nécessite la construction à Vostochny d'un nouvel ensemble de lancement pour la fusée Angara 5P qui n'était jusque là pas prévu. Le premier vol d'Oriol, sans équipage, depuis Vostochny est planifié en 2021 et le premier équipage doit décoller en 2023.

### Le projet Feniks successeur du lanceur Soyouz (2013-2017)
En parallèle, le constructeur du lanceur Soyouz TsSKB Progress travaille sur le successeur de son lanceur. En juin 2013, l'entreprise dévoile les plans d'un lanceur complètement nouveau baptisé Soyouz-5. Ce lanceur bi-étages doit remplacer toutes les versions de la fusée Soyouz hormis la plus légère (version légère Soyouz 2.1v). Il utilise de nouveaux moteurs brûlant un mélange de méthane et d'oxygène liquide et son lancement se fait depuis Vostochny. Le recours au méthane rend la réutilisation des moteurs plus facile. Dans sa version de base baptisée Soyuz-5.1, le lanceur peut placer 9 tonnes en orbite basse, soit la capacité de la plus puissante des Soyouz. L'objectif affiché est de produire un lanceur dont le coût est concurrentiel par rapport à la Falcon 9. Le lanceur doit être modulaire : en utilisant 1 ou 2 propulseurs d'appoint identiques au premier étage, le lanceur proposé permet de placer en orbite basse respectivement 16,5 et 26 tonnes. Ces versions entrent directement en concurrence avec le lanceur Angara mais le constructeur précise que l'objectif visé est la commercialisation de la version de base. Les installations de lancement sont spécifiques et nécessitent donc la refonte du pas de tir édifié à Vostochny pour le lanceur Soyouz (utilisé pour la première fois en 2016). Cette étude interne de TsSKB Progress est intégrée dès 2013 dans le programme de recherche de l'agence spatiale russe Roscosmos « Magistral-Oblik » qui a pour objectif de préparer le développement des futurs lanceurs. En avril 2015, le projet est inclus dans le plan 2016-2025 du programme spatial russe et un calendrier est défini, aboutissant à un premier vol en 2025. Roscosmos affecte une ligne budgétaire de 31 milliards de roubles (sur 10 ans) pour son développement. La phase de développement est baptisée Feniks.

### Convergence avec les caractéristiques de la fusée Zenit
À la surprise de tous les observateurs, les caractéristiques techniques du projet Feniks évoluent complètement fin 2015. Les responsables russes présentent désormais le lanceur comme un engin d'une capacité d'environ 17 tonnes en orbite basse dont les caractéristiques sont quasiment identiques à celles du Zenit y compris au niveau de la propulsion (il n'est plus question de méthane). Le président Poutine a apparemment joué un rôle moteur dans ce revirement sans doute poussé par RKK Energuia qui travaille depuis 2010 sur une version modernisée des lanceurs Zenit/Energuia développés en son sein dans les années 1980. En mai 2016, Roscosmos propose aux responsables du Kazakhstan de refondre le pas de tir de la fusée Zenit pour l'adapter aux spécifications du nouveau lanceur dans le cadre de la coentreprise créée initialement pour édifier un pas de tir dédié au lanceur Angara. Dans le cadre de cet accord avec le Kazakhstan, les caractéristiques et la répartition des taches sont précisées. Le nouveau lanceur, qui a été baptisé Sankar (faucon en kazakh), a désormais une capacité en orbite basse de 17 tonnes. Le diamètre, qui était de 3,9 mètres pour la fusée Zenit, passe à 4,1 m pour profiter au maximum du gabarit ferroviaire russe (à l'image de la Proton). Le premier étage, qui est allongé de 4 mètres, reçoit une version légèrement modifiée du RD-171M de la Zenit. Le deuxième étage, plus court que celui de la Zenit, est propulsé par deux moteurs-fusées RD-0124M qui remplace l'unique RD-0124.
Cependant, les études sur le projet de lanceur utilisant du méthane continuent sous le nom de Soyouz-7 / Soyouz-GNL / Amour.

### Chargé de la mise en orbite du vaisseau Oriol (2017-2022)
À l'issue d'une réunion des responsables du programme spatial avec le président Poutine ayant lieu le 22 mai 2017 et visant à mettre au point la stratégie de Roscosmos jusqu'à 2030, le lancement des vaisseaux Oriol est confié au nouveau lanceur Sunkar qui remplace la fusée Angara 5P. L'argument avancé est que le nouveau lanceur sera beaucoup moins coûteux que l'Angara. Au sein des responsables du programme spatial, certains redoutent que la mise au point du nouveau lanceur retarde le premier vol d'Oriol en 2021. Il est rétorqué que le nouveau lanceur présente beaucoup de points communs avec la Zenit, ce qui doit permettre de tenir le calendrier annoncé. La nouvelle fusée doit être également proposée pour les vols à partir de la plateforme Sea Launch. Le nouveau lanceur est désormais baptisé Soyouz-5 bien qu'il soit sans rapport avec le projet de remplacement du lanceur Soyouz (Feniks désigne la version lancée depuis le Kazakhstan et Feniks est l'appellation du projet de développement).

### Avenir incertain du programme
Après plusieurs années de gestation, le lanceur entre en phase développement actifs à partir de la fin des années 2010 avec le test de matériaux composites spécifiques et de la structure des parois des réservoirs du premier étage. De nouveaux tests étaient planifiés pour 2022 mais de sérieux délais en partie dus à un manque de budget repoussent la date du premier lancement, alors prévue en 2024, à la seconde moitié des années 2020. À la suite de l'invasion de l'Ukraine par la Russie et de plusieurs différends financiers entre le Kazakhstan et la Russie, le projet du pas de tir Soyouz-5 à Baïterek se retrouve au point mort, alors que les travaux n'ont pu commencer. D'une part, le Kazakhstan souhaitait que la Russie participe au financement du gros œuvre en guise de remboursement partiel des dettes qu'elle a accumulé au fil des années dans la location du Cosmodrome de Baikonour, ce à quoi le gouvernement russe s'oppose ; de plus, le gouvernement kazakh souhaite se distancer politiquement de la Russie en raison d'un contexte international tendu. En mars 2023, le terrain de Baïterek est confisqué à Roscosmos par les autorités kazakhes. Le nouveau lanceur étant en difficulté, Roscosmos abandonne l'idée de lancer la capsule Oriol sur Soyouz-5, et compte à présent la lancer sur Angara A5P ("P" pour Piloté) depuis le Cosmodrome Vostotchny. C'est un revers majeur, et le premier lancement de Soyouz-5, s'il a bien lieu, est dès lors anticipé à l'horizon 2030,.

## Caractéristiques techniques du lanceur
Les caractéristiques techniques du lanceur Soyouz-5 sont largement calquées sur celles de la fusée Zenit (dimensions, propulsion). Selon les spécifications publiées en octobre 2017, la version de base du lanceur est haute de 61,8 mètres pour un diamètre de 4,1 mètres et une masse de 534 tonnes. Le lanceur comporte deux étages. Le premier étage est long de 37,1 mètres avec un diamètre de 4,1 mètres et a une masse de 398 tonnes (30,5 tonnes à vide). Il est propulsé par un unique moteur-fusée RD-171MV, brûlant du kérosène et de l'oxygène liquide. Ce moteur a une poussée de 726 tonnes, ce en fait l'engin le plus puissant qui ait jamais été développé. Celui-ci comprend 4 chambres de combustion et 4 tuyères alimentées par une turbopompe et une turbine commune. Le deuxième étage du lanceur a également un diamètre de 4,1 mètres et sa masse de 60 tonnes (6,5 tonnes à vide). Il est propulsé par deux moteurs-fusées RD-0124M ayant une poussée globale de 60 tonnes et brûlant du kérosène et de l'oxygène liquide. Le troisième étage optionnel est le Bloc DM-03 (en) déjà utilisé sur d'autres lanceurs. Son rôle est principal est d'injecter la charge utile circulant en orbite basse sur une orbite géostationnaire,.
RKK Energuia est le chef de file industriel du projet. L'établissement TsSKB Progress est chargé de la fabrication des deux étages du lanceur. NPO Energomash fournit le moteur du premier étage tandis que KB Khimautomatiki fournit la propulsion du second étage.

## Le lanceur lourd dérivé
Un projet de lanceur lourd a été étudié par RKK Energuia, dont la charge utile aurait atteint 103 tonnes dans la version de base de la fusée Ienisseï (en), qui aurait utilisé comme premier étage 6 exemplaires du premier étage de la fusée Soyouz-5. Après la fin de la phase de design préliminaire en 2021, le projet est gelé et Angara A5V, aux performances plus modestes mais dont le pas de tir était déjà en cours de construction au Cosmodrome Vostotchny, est le lanceur lourd officiellement désigné pour les vols habités dans les budgets votés par la Douma.

## Installations de lancement
Le lanceur devait initialement être tiré depuis l'un des pas-de-tir de la fusée Zenit du cosmodrome de Baïkonour, en l'occurrence le Site 45/1.
Dans un second temps, c'est le Site 250 qui lui sera préféré. Ce pas de tir avait été construit dans les années 1980 pour les vols cargo du super-lanceur Energuia dont il n'a connu qu'un seul vol en 1987. Le contrat pour la modification du pas-de-tir a été ratifié en février 2020. Le Kazakhstan était maître d'œuvre dans la réalisation du chantier de reconversion et la Russie devait être l'opératrice du complexe achevé, qui devait être baptisé « Baïterek ».
En 2023, le projet Baïterek est au point mort en raison du contexte tendu suivant l'invasion de l'Ukraine par la Russie, des retards en série du lanceur Soyouz-5 et de désaccords fondamentaux entre le Kazakhstan et la Russie au sujet du financement des travaux,. En conséquence, le nouveau lanceur se retrouve à présent sans pas de tir.